# Beatriz Thielmann
Beatriz Helena Monteiro da Silva Thielmann (Juiz de Fora, 13 de janeiro de 1952 — São Paulo, 29 de março de 2015), mais conhecida como Beatriz Thielmann, foi uma jornalista brasileira.

## Carreira
Beatriz Thielmann entrevistou o Fidel Castro em 1987 e cobriu reportagens com a implantação do Plano Cruzado, a Promulgação da Assembléia Nacional Constituinte, a Conferência da ONU Rio-92, a morte de Niemeyer, eleição e morte de Tancredo Neves em 1985 e a visita do Papa Francisco no Rio de Janeiro em 2013.

## Vida Pessoal
Beatriz foi casada com Henrique Nehrer Thielmann. Eles tiveram dois filhos, Diogo e Rafael. Eles se separam em 1990. Quando ela foi morar no Rio de Janeiro com os dois filhos.

## Morte
Beatriz faleceu no Hospital Sírio-Libanês, em São Paulo, de insuficiência respiratória. A jornalista lutava contra um câncer no peritônio. Seu corpo foi cremado 